# Boletín Oficial de Castilla y León
El Boletín Oficial de Castilla y León (BOCyL) es el diario oficial de la comunidad autónoma de Castilla y León, a través del cual se da publicidad a los documentos que deben ser objeto de publicación oficial, de acuerdo con el ordenamiento jurídico. 
El BOCyL se publica de lunes a viernes, diariamente, excepto los días declarados inhábiles en toda la comunidad autónoma de Castilla y León y es editado por la Consejería de la Presidencia de la Junta de Castilla y León a través del Servicio del Boletín Oficial de Castilla y León, adscrito a la Dirección General del Secretariado de la Junta y de Relaciones con las Cortes.
Inicialmente se trató de una edición impresa que estuvo vigente desde el 31 de mayo de 1983 hasta el 31 de diciembre de 2009 como continuación del Boletín Oficial del Consejo General de Castilla y León, publicado desde el 2 de mayo de 1979 hasta el 30 de mayo de 1983. Desde el 1 de enero de 2010, el BOCyL se publica en edición electrónica, con plena validez jurídica, garantizándose la autenticidad e integridad del documento mediante firma electrónica. El acceso a su contenido es universal, público y gratuito, en su página web oficial. 
El contenido del BOCyL se estructura en las siguientes secciones:
1. Comunidad de Castilla y León.
2. Estado y otras comunidades autónomas.
3. Administración Local.
4. Administración de Justicia.
5. Otros anuncios.

## Normativa reguladora
- El Decreto 61/2009, de 24 de septiembre, por el que se regula el Boletín Oficial de Castilla y León, dota de validez jurídica a su edición electrónica, fija su contenido y estructura, y establece los aspectos esenciales del procedimiento para la publicación de documentos en el BOCyL.
- La Orden PRE/2197/2009, de 25 de noviembre, por la que se regula la remisión y tramitación de solicitudes de publicación de documentos en el Boletín Oficial de Castilla y León, establece la forma de remitir los documentos a publicar, así como los requisitos que deben reunir estos documentos.
- Ley 11/2007, de 22 de junio, de Acceso Electrónico de los Ciudadanos a los Servicios Públicos.